# 先天性代謝異常症
先天性代謝異常症（せんてんせいたいしゃいじょうしょう）とは、生まれつき特定の酵素が欠損していたりして、代謝の働きが阻害されているため起きる症状である。主な原因としては、両親に遺伝的な要因が潜んでいて、その組み合わせが悪いと子供に症状が出てしまう。

## 診断方法

### 出産前予見
培養細胞による診断

### 出産後診断
遺伝子診断
筋生検
肝生検

## 先天性代謝異常症の例
- 有機酸代謝異常症
  - メチルマロン酸尿症
  - プロピオン酸血症
  - マロン酸およびメチルマロン酸尿合併症(CMAMMA)

- アミノ酸代謝異常症
  - フェニルケトン尿症
  - メープルシロップ尿症(楓糖尿症)
  - ホモシスチン尿症
  - シスチン尿症
  - シトルリン血症
  - シスチン症（シスチノーシス）

- 糖代謝異常症
  - ライソゾーム病
    - ゴーシェ病
    - ムコ多糖症など

  - ガラクトース血症